# Ричмонд (Индијана)
Ричмонд (енгл. Richmond) град је у америчкој савезној држави Индијана.

## Демографија
По попису из 2010. године број становника је 36.812, што је 2.312 (-5,9%) становника мање него 2000. године.
| Група             | 2000.          | 2010.          |
| Белци             | 33.588 (85,9%) | 30.282 (82,3%) |
| Афроамериканци    | 3.469 (8,9%)   | 3.184 (8,6%)   |
| Азијати           | 312 (0,8%)     | 404 (1,1%)     |
| Хиспаноамериканци | 796 (2,0%)     | 1.496 (4,1%)   |
| Укупно            | 39.124         | 36.812         |